# Motocross-Weltmeisterschaft 2016
Die Motocross-Weltmeisterschaft 2016 war die 60. Saison der Motocross-Weltmeisterschaft.
Die Saison begann am 27. Februar im katarischen Doha und endete am 11. September im US-amerikanischen San Bernardino.

## Übersicht

### Rennkalender
| #  | Datum             | Rennen                                  | Ort                  |
| -- | ----------------- | --------------------------------------- | -------------------- |
| 1  | 26.–27. Februar   | Großer Preis von Katar                  | Doha                 |
| 2  | 5.–6. März        | Großer Preis von Thailand               | Suphan Buri          |
| 3  | 27.–28. März      | Großer Preis von Europa                 | Valkenswaard         |
| 4  | 9.–10. April      | Großer Preis von Patagonien-Argentinien | Neuquén              |
| 5  | 16.–17. April     | Großer Preis von León                   | León                 |
| 6  | 1. Mai            | Großer Preis von Lettland               | Ķegums               |
| 7  | 7.–8. Mai         | Großer Preis von Deutschland            | Teutschenthal        |
| 8  | 14.–15. Mai       | Großer Preis von Trentino               | Pietramurata         |
| 9  | 28.–29. Mai       | Großer Preis von Spanien                | Talavera de la Reina |
| 10 | 4.–5. Juni        | Großer Preis von Frankreich             | Saint-Jean-d’Angély  |
| 11 | 18.–19. Juni      | Großer Preis von Großbritannien         | Matterley Basin      |
| 12 | 25.–26. Juni      | Großer Preis der Lombardei              | Mantua               |
| 13 | 23.–24. Juli      | Großer Preis von Tschechien             | Loket                |
| 14 | 30.–31. Juli      | Großer Preis von Belgien                | Lommel               |
| 15 | 6.–7. August      | Großer Preis der Schweiz                | Frauenfeld/Gachnang  |
| 16 | 27.–28. August    | Großer Preis der Niederlande            | Assen                |
| 17 | 2.–3. September   | Grand Prix of The Americas              | Charlotte            |
| 18 | 10.–11. September | Großer Preis der USA                    | Glen Helen           |

### Punktesystem
Weltmeister wurde derjenige Fahrer beziehungsweise Konstrukteur, der in seiner jeweiligen Klasse die meisten Punkte erzielt hatte. Die 20 erstplatzierten Fahrer jedes Rennens erhielten Punkte nach dem folgenden Schema.
| Punkteverteilung | Punkteverteilung | Punkteverteilung | Punkteverteilung | Punkteverteilung | Punkteverteilung | Punkteverteilung | Punkteverteilung | Punkteverteilung | Punkteverteilung | Punkteverteilung | Punkteverteilung | Punkteverteilung | Punkteverteilung | Punkteverteilung | Punkteverteilung | Punkteverteilung | Punkteverteilung | Punkteverteilung | Punkteverteilung | Punkteverteilung |
| ---------------- | ---------------- | ---------------- | ---------------- | ---------------- | ---------------- | ---------------- | ---------------- | ---------------- | ---------------- | ---------------- | ---------------- | ---------------- | ---------------- | ---------------- | ---------------- | ---------------- | ---------------- | ---------------- | ---------------- | ---------------- |
| Platz            | 1                | 2                | 3                | 4                | 5                | 6                | 7                | 8                | 9                | 10               | 11               | 12               | 13               | 14               | 15               | 16               | 17               | 18               | 19               | 20               |
| Punkte           | 25               | 22               | 20               | 18               | 16               | 15               | 14               | 13               | 12               | 11               | 10               | 9                | 8                | 7                | 6                | 5                | 4                | 3                | 2                | 1                |

In die Fahrerwertung flossen alle von dem jeweiligen Fahrer erzielten Punkte ein. In die Konstrukteurswertung flossen für jedes Rennen die durch den jeweils bestplatzierten Fahrer erzielten Punkte ein, der für den Konstrukteur startete.

## MXGP

### Rennergebnisse
| #  | Datum  | Grand Prix     | Ort                  | Grand Prix      | Grand Prix      | Grand Prix          | Sieger          | Sieger          | Gesamtführung | Gesamtführung |
| #  | Datum  | Grand Prix     | Ort                  | Erster Platz    | Zweiter Platz   | Dritter Platz       | Rennen 1        | Rennen 2        | Fahrer        | Konstrukteur  |
| -- | ------ | -------------- | -------------------- | --------------- | --------------- | ------------------- | --------------- | --------------- | ------------- | ------------- |
| 1  | 27.02. | Katar          | Doha                 | Tim Gajser      | Romain Febvre   | Jewgeni Bobryschew  | Tim Gajser      | Tim Gajser      | Tim Gajser    | Honda         |
| 2  | 06.03. | Thailand       | Suphan Buri          | Romain Febvre   | Tim Gajser      | Jeremy Van Horebeek | Romain Febvre   | Romain Febvre   | Romain Febvre | Yamaha        |
| 3  | 28.03. | Europa         | Valkenswaard         | Romain Febvre   | Maximilian Nagl | Tim Gajser          | Tim Gajser      | Romain Febvre   | Romain Febvre | Yamaha        |
| 4  | 10.04. | Argentinien    | Neuquén              | Tim Gajser      | Antonio Cairoli | Maximilian Nagl     | Maximilian Nagl | Tim Gajser      | Romain Febvre | Yamaha        |
| 5  | 17.04. | León           | León                 | Tim Gajser      | Romain Febvre   | Maximilian Nagl     | Romain Febvre   | Tim Gajser      | Romain Febvre | Yamaha        |
| 6  | 01.05. | Lettland       | Ķegums               | Tim Gajser      | Antonio Cairoli | Romain Febvre       | Tim Gajser      | Romain Febvre   | Romain Febvre | Yamaha        |
| 7  | 08.05. | Deutschland    | Teutschenthal        | Antonio Cairoli | Tim Gajser      | Jewgeni Bobryschew  | Antonio Cairoli | Antonio Cairoli | Tim Gajser    | Honda         |
| 8  | 15.05. | Trentino       | Pietramurata         | Antonio Cairoli | Romain Febvre   | Tim Gajser          | Antonio Cairoli | Romain Febvre   | Tim Gajser    | Honda         |
| 9  | 29.05. | Spanien        | Talavera de la Reina | Tim Gajser      | Maximilian Nagl | Gautier Paulin      | Tim Gajser      | Tim Gajser      | Tim Gajser    | Honda         |
| 10 | 05.06. | Frankreich     | Saint-Jean-d’Angély  | Romain Febvre   | Tim Gajser      | Jewgeni Bobryschew  | Tim Gajser      | Romain Febvre   | Tim Gajser    | Honda         |
| 11 | 19.06. | Großbritannien | Matterley Basin      | Tim Gajser      | Maximilian Nagl | Gautier Paulin      | Tim Gajser      | Tim Gajser      | Tim Gajser    | Honda         |
| 12 | 26.06. | Lombardei      | Mantua               | Tim Gajser      | Gautier Paulin  | Clément Desalle     | Tim Gajser      | Tim Gajser      | Tim Gajser    | Honda         |
| 13 | 24.07. | Tschechien     | Loket                | Maximilian Nagl | Tim Gajser      | Romain Febvre       | Maximilian Nagl | Maximilian Nagl | Tim Gajser    | Honda         |
| 14 | 31.07. | Belgien        | Lommel               | Kevin Strijbos  | Maximilian Nagl | Antonio Cairoli     | Maximilian Nagl | Tim Gajser      | Tim Gajser    | Honda         |
| 15 | 07.08. | Schweiz        | Frauenfeld/Gachnang  | Antonio Cairoli | Tim Gajser      | Romain Febvre       | Antonio Cairoli | Tim Gajser      | Tim Gajser    | Honda         |
| 16 | 28.08. | Niederlande    | Assen                | Clément Desalle | Antonio Cairoli | Glenn Coldenhoff    | Shaun Simpson   | Antonio Cairoli | Tim Gajser    | Honda         |
| 17 | 03.09. | The Americas   | Charlotte            | Eli Tomac       | Tim Gajser      | Jeremy Van Horebeek | Eli Tomac       | Eli Tomac       | Tim Gajser    | Honda         |
| 18 | 11.09. | USA            | Glen Helen           | Eli Tomac       | Antonio Cairoli | Tim Gajser          | Eli Tomac       | Eli Tomac       | Tim Gajser    | Honda         |

### Fahrerwertung
| Rang | Fahrer              | Konstrukteur | Punkte |
| ---- | ------------------- | ------------ | ------ |
| 01.  | Tim Gajser          | Honda        | 731    |
| 02.  | Antonio Cairoli     | KTM          | 647    |
| 03.  | Maximilian Nagl     | Husqvarna    | 603    |
| 04.  | Romain Febvre       | Yamaha       | 564    |
| 05.  | Jewgeni Bobryschew  | Honda        | 545    |
| 06.  | Jeremy Van Horebeek | Yamaha       | 536    |
| 07.  | Glenn Coldenhoff    | KTM          | 406    |
| 08.  | Clément Desalle     | Kawasaki     | 372    |
| 09.  | Valentin Guillod    | Yamaha       | 352    |
| 10.  | Shaun Simpson       | KTM          | 343    |
| 11.  | Kevin Strijbos      | Suzuki       | 331    |
| 12.  | Tommy Searle        | Kawasaki     | 302    |
| 13.  | Gautier Paulin      | Honda        | 270    |
| 14.  | Jordi Tixier        | Kawasaki     | 236    |
| 15.  | José Butrón         | KTM          | 201    |
| 16.  | Christophe Charlier | Husqvarna    | 198    |
| 17.  | Tanel Leok          | KTM          | 193    |
| 18.  | Ben Townley         | Suzuki       | 128    |
| 19.  | Milko Potisek       | Yamaha       | 119    |
| 20.  | Alessandro Lupino   | Honda        | 119    |
| 21.  | Jake Nicholls       | Husqvarna    | 114    |
| 22.  | Eli Tomac           | Kawasaki     | 100    |
| 23.  | Harri Kullas        | KTM          | 059    |
| 24.  | Arminas Jasikonis   | Suzuki       | 051    |
| 25.  | Rui Gonçalves       | Husqvarna    | 049    |
| 26.  | Dennis Ullrich      | KTM          | 041    |
| 27.  | Kei Yamamoto        | Honda        | 040    |
| 28.  | Steven Lenoir       | Honda        | 038    |
| 29.  | Jens Getteman       | KTM          | 031    |
| 30.  | Dean Wilson         | KTM          | 024    |

| Rang | Fahrer             | Konstrukteur | Punkte |
| ---- | ------------------ | ------------ | ------ |
| 31.  | Justin Barcia      | Yamaha       | 022    |
| 32.  | Arnaud Tonus       | Kawasaki     | 022    |
| 33.  | David Philippaerts | Yamaha       | 017    |
| 34.  | Damon Graulus      | Honda        | 016    |
| 35.  | Priit Rätsep       | Honda        | 015    |
| 36.  | Gert Krestinov     | Honda        | 013    |
| 37.  | Chad Reed          | Yamaha       | 011    |
| 38.  | Angus Heidecke     | KTM          | 010    |
| 39.  | Gregory Aranda     | Yamaha       | 009    |
| 40.  | Ander Valentín     | Kawasaki     | 009    |
| 41.  | Jeffrey Dewulf     | KTM          | 008    |
| 42.  | Eduardo Andrade    | Yamaha       | 007    |
| 43.  | Nicolas Aubin      | Suzuki       | 006    |
| 44.  | Philip Nicoletti   | Yamaha       | 006    |
| 45.  | Xavier Boog        | Kawasaki     | 006    |
| 46.  | Valentin Teillet   | Honda        | 005    |
| 47.  | Rick Satink        | Husqvarna    | 004    |
| 48.  | Heath Harrison     | KTM          | 004    |
| 49.  | Ezequiel Fanello   | Yamaha       | 004    |
| 50.  | Marcos Trossero    | Yamaha       | 003    |
| 51.  | Alex Snow          | Yamaha       | 003    |
| 52.  | Filip Bengtsson    | Suzuki       | 002    |
| 53.  | Cedric Soubeyras   | Yamaha       | 002    |
| 54.  | Toms Macuks        | Kawasaki     | 001    |
| 55.  | Marco Maddii       | Husqvarna    | 001    |
| 56.  | Nicolas Carranza   | Honda        | 001    |
| 57.  | Marco Schmit       | Yamaha       | 001    |
| 58.  | Valtteri Malin     | KTM          | 001    |
| 59.  | Peter Irt          | Yamaha       | 001    |
| 60.  | Thanarat Penjan    | Honda        | 001    |

### Konstrukteurswertung
| \| Rang \| Konstrukteur \| Punkte \| \| ---- \| ------------ \| ------ \| \| 01. \| Honda \| 767 \| \| 02. \| Yamaha \| 697 \| \| 03. \| KTM \| 696 \| \| 04. \| Husqvarna \| 618 \| \| 05. \| Kawasaki \| 553 \| \| 06. \| Suzuki \| 377 \| |              |        |
| Rang | Konstrukteur | Punkte |
| 01. | Honda        | 767    |
| 02. | Yamaha       | 697    |
| 03. | KTM          | 696    |
| 04. | Husqvarna    | 618    |
| 05. | Kawasaki     | 553    |
| 06. | Suzuki       | 377    |

## MX2

### Rennergebnisse
| #  | Datum  | Grand Prix     | Ort                  | Grand Prix       | Grand Prix       | Grand Prix         | Sieger           | Sieger           | Gesamtführung    | Gesamtführung |
| #  | Datum  | Grand Prix     | Ort                  | Erster Platz     | Zweiter Platz    | Dritter Platz      | Rennen 1         | Rennen 2         | Fahrer           | Konstrukteur  |
| -- | ------ | -------------- | -------------------- | ---------------- | ---------------- | ------------------ | ---------------- | ---------------- | ---------------- | ------------- |
| 1  | 27.02. | Katar          | Doha                 | Jeffrey Herlings | Dylan Ferrandis  | Pauls Jonass       | Jeffrey Herlings | Jeffrey Herlings | Jeffrey Herlings | KTM           |
| 2  | 06.03. | Thailand       | Suphan Buri          | Jeffrey Herlings | Jeremy Seewer    | Alexander Tonkow   | Jeffrey Herlings | Jeffrey Herlings | Jeffrey Herlings | KTM           |
| 3  | 28.03. | Europa         | Valkenswaard         | Jeffrey Herlings | Pauls Jonass     | Jeremy Seewer      | Jeffrey Herlings | Jeffrey Herlings | Jeffrey Herlings | KTM           |
| 4  | 10.04. | Argentinien    | Neuquén              | Jeffrey Herlings | Jeremy Seewer    | Alexander Tonkow   | Jeffrey Herlings | Jeffrey Herlings | Jeffrey Herlings | KTM           |
| 5  | 17.04. | León           | León                 | Jeffrey Herlings | Jeremy Seewer    | Wsewolod Bryljakow | Jeffrey Herlings | Jeffrey Herlings | Jeffrey Herlings | KTM           |
| 6  | 01.05. | Lettland       | Ķegums               | Jeffrey Herlings | Max Anstie       | Jeremy Seewer      | Jeffrey Herlings | Jeffrey Herlings | Jeffrey Herlings | KTM           |
| 7  | 08.05. | Deutschland    | Teutschenthal        | Jeffrey Herlings | Dylan Ferrandis  | Jeremy Seewer      | Jeffrey Herlings | Jeffrey Herlings | Jeffrey Herlings | KTM           |
| 8  | 15.05. | Trentino       | Pietramurata         | Jeffrey Herlings | Dylan Ferrandis  | Pauls Jonass       | Dylan Ferrandis  | Jeffrey Herlings | Jeffrey Herlings | KTM           |
| 9  | 29.05. | Spanien        | Talavera de la Reina | Jeffrey Herlings | Benoît Paturel   | Pauls Jonass       | Jeffrey Herlings | Jeffrey Herlings | Jeffrey Herlings | KTM           |
| 10 | 05.06. | Frankreich     | Saint-Jean-d’Angély  | Jeffrey Herlings | Benoît Paturel   | Jeremy Seewer      | Jeffrey Herlings | Jeffrey Herlings | Jeffrey Herlings | KTM           |
| 11 | 19.06. | Großbritannien | Matterley Basin      | Jeffrey Herlings | Dylan Ferrandis  | Pauls Jonass       | Jeffrey Herlings | Jeffrey Herlings | Jeffrey Herlings | KTM           |
| 12 | 26.06. | Lombardei      | Mantua               | Jeffrey Herlings | Brian Bogers     | Dylan Ferrandis    | Jeffrey Herlings | Jeffrey Herlings | Jeffrey Herlings | KTM           |
| 13 | 24.07. | Tschechien     | Loket                | Dylan Ferrandis  | Jeremy Seewer    | Max Anstie         | Dylan Ferrandis  | Dylan Ferrandis  | Jeffrey Herlings | KTM           |
| 14 | 31.07. | Belgien        | Lommel               | Max Anstie       | Jeremy Seewer    | Petar Petrow       | Max Anstie       | Max Anstie       | Jeffrey Herlings | KTM           |
| 15 | 07.08. | Schweiz        | Frauenfeld/Gachnang  | Max Anstie       | Jeremy Seewer    | Benoît Paturel     | Max Anstie       | Max Anstie       | Jeffrey Herlings | KTM           |
| 16 | 28.08. | Niederlande    | Assen                | Jeffrey Herlings | Brian Bogers     | Jorge Prado        | Thomas Covington | Jeffrey Herlings | Jeffrey Herlings | KTM           |
| 17 | 03.09. | The Americas   | Charlotte            | Cooper Webb      | Jeffrey Herlings | Austin Forkner     | Jeffrey Herlings | Cooper Webb      | Jeffrey Herlings | KTM           |
| 18 | 11.09. | USA            | Glen Helen           | Jeffrey Herlings | Jeremy Martin    | Mitchell Harrison  | Jeffrey Herlings | Jeffrey Herlings | Jeffrey Herlings | KTM           |

### Fahrerwertung
| Rang | Fahrer              | Konstrukteur | Punkte |
| ---- | ------------------- | ------------ | ------ |
| 01.  | Jeffrey Herlings    | KTM          | 739    |
| 02.  | Jeremy Seewer       | Suzuki       | 625    |
| 03.  | Benoît Paturel      | Yamaha       | 512    |
| 04.  | Max Anstie          | Husqvarna    | 504    |
| 05.  | Pauls Jonass        | KTM          | 403    |
| 06.  | Brian Bogers        | KTM          | 398    |
| 07.  | Dylan Ferrandis     | Kawasaki     | 378    |
| 08.  | Samuele Bernardini  | TM           | 377    |
| 09.  | Petar Petrow        | Kawasaki     | 351    |
| 10.  | Alexander Tonkow    | Yamaha       | 320    |
| 11.  | Thomas Covington    | Husqvarna    | 286    |
| 12.  | Calvin Vlaanderen   | KTM          | 224    |
| 13.  | Alvin Östlund       | Yamaha       | 222    |
| 14.  | Wsewolod Bryljakow  | Kawasaki     | 219    |
| 15.  | Brent Van doninck   | Yamaha       | 204    |
| 16.  | Michele Cervellin   | Honda        | 165    |
| 17.  | Iker Larrañaga      | KTM          | 134    |
| 18.  | Roberts Justs       | KTM          | 130    |
| 19.  | Conrad Mewse        | Husqvarna    | 126    |
| 20.  | Jorge Zaragoza      | Honda        | 126    |
| 21.  | Ivo Monticelli      | KTM          | 100    |
| 22.  | Davy Pootjes        | KTM          | 094    |
| 23.  | Henry Jacobi        | Honda        | 094    |
| 24.  | Adam Sterry         | KTM          | 082    |
| 25.  | Austin Forkner      | Kawasaki     | 065    |
| 26.  | Freek van der Vlist | Kawasaki     | 059    |
| 27.  | Mitchell Harrison   | Yamaha       | 058    |
| 28.  | Lars van Berkel     | Husqvarna    | 056    |
| 29.  | Thomas Kjær Olsen   | Husqvarna    | 054    |
| 30.  | David Herbreteau    | Honda        | 054    |
| 31.  | Bas Vaessen         | Suzuki       | 048    |
| 32.  | Cooper Webb         | Yamaha       | 047    |
| 33.  | Jorge Prado         | KTM          | 047    |
| 34.  | Jeremy Martin       | Honda        | 044    |
| 35.  | Karel Kutsar        | KTM          | 044    |
| 36.  | Damon Graulus       | Honda        | 043    |
| 37.  | Brian Hsu           | Suzuki       | 043    |
| 38.  | Ben Watson          | Husqvarna    | 039    |
| 39.  | Darian Sanayei      | Kawasaki     | 037    |

| Rang | Fahrer               | Konstrukteur | Punkte |
| ---- | -------------------- | ------------ | ------ |
| 40.  | Kārlis Sabulis       | Yamaha       | 034    |
| 41.  | Jens Getteman        | KTM          | 032    |
| 42.  | Giuseppe Tropepe     | Honda        | 025    |
| 43.  | Pascal Rauchenecker  | Husqvarna    | 024    |
| 44.  | Chris Alldredge      | Kawasaki     | 024    |
| 45.  | Simone Zecchina      | Yamaha       | 024    |
| 46.  | Justin Hoeft         | KTM          | 022    |
| 47.  | Davide Bonini        | Husqvarna    | 021    |
| 48.  | Simone Furlotti      | Yamaha       | 020    |
| 49.  | Christopher Valente  | KTM          | 020    |
| 50.  | Nicholas Lapucci     | Husqvarna    | 016    |
| 51.  | James Dunn           | Husqvarna    | 015    |
| 52.  | Marshal Weltin       | Yamaha       | 012    |
| 53.  | Michael Iwanow       | KTM          | 011    |
| 54.  | Maxime Renaux        | Yamaha       | 009    |
| 55.  | Victor Garrido       | Yamaha       | 008    |
| 56.  | Carlo Gomez          | Yamaha       | 008    |
| 57.  | Blake Lilly          | KTM          | 007    |
| 58.  | Caleb Ward           | KTM          | 007    |
| 59.  | Dakota Alix          | Yamaha       | 007    |
| 60.  | Nathan Renkens       | KTM          | 006    |
| 61.  | Sven van der Mierden | Husqvarna    | 006    |
| 62.  | Hardi Roosiorg       | KTM          | 006    |
| 63.  | Vann Martin          | Honda        | 006    |
| 64.  | Javier Vasquez       | Honda        | 005    |
| 65.  | Alejandro Sánchez    | Kawasaki     | 005    |
| 66.  | Nozomu Yasuhara      | Yamaha       | 005    |
| 67.  | Tomasz Wysocki       | KTM          | 004    |
| 68.  | Mitchell Oldenburg   | KTM          | 002    |
| 69.  | Richard Šikyňa       | KTM          | 002    |
| 70.  | Ignacio Toya         | Honda        | 002    |
| 71.  | Erki Kahro           | KTM          | 002    |
| 72.  | Nahuel Kriger        | Suzuki       | 002    |
| 73.  | Stojan Raschkow      | Yamaha       | 001    |
| 74.  | Felipe Danke         | Kawasaki     | 001    |
| 75.  | Shota Ueda           | Kawasaki     | 001    |
| 76.  | Ben Hallgren         | Yamaha       | 001    |
| 77.  | Francesc Mataró      | Yamaha       | 001    |

### Konstrukteurswertung
| \| Rang \| Konstrukteur \| Punkte \| \| ---- \| ------------ \| ------ \| \| 01. \| KTM \| 835 \| \| 02. \| Kawasaki \| 641 \| \| 03. \| Suzuki \| 636 \| \| 04. \| Yamaha \| 631 \| \| 05. \| Husqvarna \| 621 \| \| 06. \| TM \| 377 \| \| 07. \| Honda \| 341 \| |              |        |
| Rang | Konstrukteur | Punkte |
| 01. | KTM          | 835    |
| 02. | Kawasaki     | 641    |
| 03. | Suzuki       | 636    |
| 04. | Yamaha       | 631    |
| 05. | Husqvarna    | 621    |
| 06. | TM           | 377    |
| 07. | Honda        | 341    |

## WMX

### Rennergebnisse
| # | Datum  | Grand Prix  | Ort                 | Grand Prix       | Grand Prix       | Grand Prix         | Sieger           | Sieger           | Gesamtführung   | Gesamtführung |
| # | Datum  | Grand Prix  | Ort                 | Erster Platz     | Zweiter Platz    | Dritter Platz      | Rennen 1         | Rennen 2         | Fahrer          | Konstrukteur  |
| - | ------ | ----------- | ------------------- | ---------------- | ---------------- | ------------------ | ---------------- | ---------------- | --------------- | ------------- |
| 1 | 27.02. | Katar       | Doha                | Courtney Duncan  | Livia Lancelot   | Nancy van de Ven   | Courtney Duncan  | Courtney Duncan  | Courtney Duncan | Yamaha        |
| 2 | 28.03. | Europa      | Valkenswaard        | Nancy van de Ven | Courtney Duncan  | Livia Lancelot     | Nancy van de Ven | Courtney Duncan  | Courtney Duncan | Yamaha        |
| 3 | 08.05. | Deutschland | Teutschenthal       | Livia Lancelot   | Stephanie Laier  | Nancy van de Ven   | Livia Lancelot   | Livia Lancelot   | Livia Lancelot  | Yamaha        |
| 4 | 05.06. | Frankreich  | Saint-Jean-d’Angély | Nancy van de Ven | Livia Lancelot   | Kiara Fontanesi    | Nancy van de Ven | Livia Lancelot   | Livia Lancelot  | Yamaha        |
| 5 | 26.06. | Lombardei   | Mantua              | Kiara Fontanesi  | Livia Lancelot   | Larissa Papenmeier | Kiara Fontanesi  | Nancy van de Ven | Livia Lancelot  | Yamaha        |
| 6 | 07.08. | Schweiz     | Frauenfeld/Gachnang | Courtney Duncan  | Livia Lancelot   | Nancy van de Ven   | Courtney Duncan  | Livia Lancelot   | Livia Lancelot  | Yamaha        |
| 7 | 28.08. | Niederlande | Assen               | Courtney Duncan  | Nancy van de Ven | Livia Lancelot     | Courtney Duncan  | Nancy van de Ven | Livia Lancelot  | Yamaha        |

### Fahrerwertung
| Rang | Fahrer              | Konstrukteur | Punkte |
| ---- | ------------------- | ------------ | ------ |
| 01.  | Livia Lancelot      | Kawasaki     | 302    |
| 02.  | Nancy van de Ven    | Yamaha       | 278    |
| 03.  | Larissa Papenmeier  | Suzuki       | 220    |
| 04.  | Kiara Fontanesi     | Honda        | 214    |
| 05.  | Courtney Duncan     | Yamaha       | 196    |
| 06.  | Amandine Verstappen | KTM          | 188    |
| 07.  | Anne Borchers       | Suzuki       | 164    |
| 08.  | Shana van der Vlist | Yamaha       | 125    |
| 09.  | Natalie Kane        | KTM          | 108    |
| 10.  | Britt Van Der Werff | Suzuki       | 099    |
| 11.  | Line Dam            | Honda        | 098    |
| 12.  | Kim Irmgartz        | Suzuki       | 079    |
| 13.  | Justine Charroux    | Yamaha       | 079    |
| 14.  | Joanna Miller       | KTM          | 073    |
| 15.  | Kimberley Braam     | Kawasaki     | 070    |
| 16.  | Stephanie Laier     | KTM          | 069    |
| 17.  | Virginie Germond    | Yamaha       | 061    |
| 18.  | Julie Dalgaard      | Honda        | 060    |
| 19.  | Stacey Fisher       | KTM          | 048    |
| 20.  | Caroline Berglund   | Husqvarna    | 043    |
| 21.  | Lianne Muilwijk     | Honda        | 042    |
| 22.  | Francesca Nocera    | Suzuki       | 039    |
| 23.  | Madison Brown       | Yamaha       | 039    |
| 24.  | Mariana Balbi       | Kawasaki     | 039    |

| Rang | Fahrer                 | Konstrukteur | Punkte |
| ---- | ---------------------- | ------------ | ------ |
| 25.  | Frida Östlund          | Honda        | 034    |
| 26.  | Jessie Joineau         | Honda        | 033    |
| 27.  | Nicky van Wordragen    | Kawasaki     | 032    |
| 28.  | Emelie Dahl            | Yamaha       | 032    |
| 29.  | Mathilde Denis         | Yamaha       | 025    |
| 30.  | Sara Andersen          | Yamaha       | 024    |
| 31.  | Joana Gonçalves        | Yamaha       | 023    |
| 32.  | Genette Våge           | KTM          | 020    |
| 33.  | Britt van der Wekken   | KTM          | 016    |
| 34.  | Gwenda Haans           | Husqvarna    | 014    |
| 35.  | Marianne Veenstra      | Husqvarna    | 014    |
| 36.  | Lara de Kruif          | KTM          | 012    |
| 37.  | Amie Goodlad           | Yamaha       | 008    |
| 38.  | Janina Lehmann         | KTM          | 008    |
| 39.  | Carmen Allinger        | Kawasaki     | 008    |
| 40.  | Jessica Moore          | KTM          | 007    |
| 41.  | Stephanie Stoutjesdijk | Husqvarna    | 007    |
| 42.  | Ida Djärf Björklund    | Kawasaki     | 006    |
| 43.  | Mathea Selebø          | Honda        | 006    |
| 44.  | Giorgia Giudici        | Husqvarna    | 004    |
| 45.  | Sara Coloret           | KTM          | 001    |
| 46.  | Floriana Parrini       | Honda        | 001    |
| 47.  | Larissa Elema          | KTM          | 001    |

### Konstrukteurswertung
| \| Rang \| Konstrukteur \| Punkte \| \| ---- \| ------------ \| ------ \| \| 01. \| Yamaha \| 323 \| \| 02. \| Kawasaki \| 302 \| \| 03. \| Honda \| 258 \| \| 04. \| Suzuki \| 243 \| \| 05. \| KTM \| 221 \| \| 06. \| Husqvarna \| 056 \| |              |        |
| Rang | Konstrukteur | Punkte |
| 01. | Yamaha       | 323    |
| 02. | Kawasaki     | 302    |
| 03. | Honda        | 258    |
| 04. | Suzuki       | 243    |
| 05. | KTM          | 221    |
| 06. | Husqvarna    | 056    |